# Atopomorpha
Atopomorpha là một chi bướm đêm thuộc họ Erebidae.